# Brouwerij Meiresonne (Bellem)

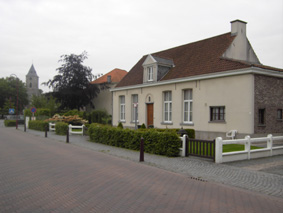
Achter deze woning startte alles in 1866, nabij de kerk van Bellem.

Brouwerij Meiresonne is een voormalige brouwerij en ontstond in 1866 nabij de kerk van Bellem (Aalter), achter een nog bestaande woning die ze huurden van baron de Kerchove d' Exaerde.
Daar namen de kinderen van Augustin Meiresonne (1796-1861) en Eugenie De Reu (overleden in 1854) de Brouwerij Ad. Van Maldeghem over. De gezusters Ida (1837-1916), Pauline (1839-1918) en broer August (1842-1913) werden er de uitbaters, en dit tot in 1918.
De familie diende haar brouwerij te stoppen wegens de oorlogsomstandigheden: de Duitsers hadden de ketels opgeëist. Octaaf Lootens, die in 1899 gehuwd was met de jong gestorven Irma Meiresonne (in 1908 op 36-jarige leeftijd), diende daardoor in 1918 over te schakelen op een gewone bierhandel.
Een nazaat, August trok zich in 1871 terug uit dit bedrijf en begon de brouwerij De Hoprank te Landegem (Nevele).

## Merktekens
In de Eksterstraat (wijk ‘t Hoekske) te Bellem staat nog een stille getuige in de vorm van een toegankelijke bidkapel, gebouwd door de zusters Ida en Pauline Meiresonne in 1887. Een ingewerkte muursteen verwijst naar de familie Meiresonne.